# Helicopsyche leucothoe
Helicopsyche leucothoe är en nattsländeart som beskrevs av Schmid 1993. Helicopsyche leucothoe ingår i släktet Helicopsyche och familjen Helicopsychidae. Inga underarter finns listade i Catalogue of Life.